# Złota bulla

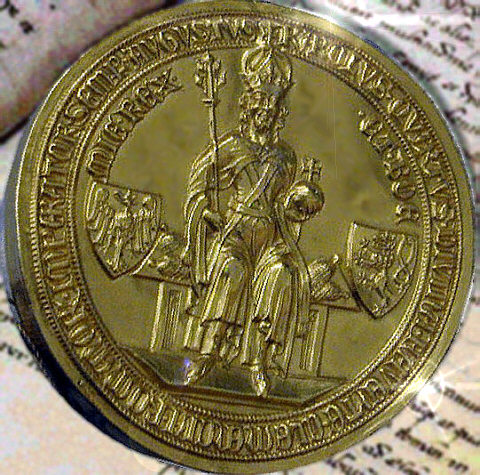
Złota bulla Karola IV

Złota bulla – w średniowieczu i nowożytności określenie złotej pieczęci z wizerunkiem i legendą monarchy, którą opatrywano ważne dokumenty wystawiane przez danego władcę, najczęściej przywileje lub akty łaski. Jako pierwsi pieczęci takich używali cesarze bizantyńscy, a po nich papieże i cesarze rzymscy.
Z upływem czasu „złotymi bullami” zaczęto nazywać także dokumenty opatrzone tego rodzaju pieczęcią. Najbardziej znane to:
- Złota bulla sycylijska – dokument wydany przez króla niemieckiego Fryderyka II w 1212
- Złota bulla z Chebu – dokument wydany przez króla niemieckiego Fryderyka II w 1213
- Złota bulla z 1214 – dokument wydany przez króla niemieckiego Fryderyka II dla króla Danii Waldemara II
- Złota bulla Andrzeja II – dokument wydany przez króla Węgier Andrzeja II w 1222
- Złota bulla z Rimini – dokument wydany przez cesarza Fryderyka II w 1226
- Złota bulla Beli IV – dokument wydany przez króla Węgier Belę IV w 1267
- Złota bulla z 1348 – dokument wydany przez króla Niemiec i Czech Karola IV
- Złota bulla Karola IV – dokument wydany przez cesarza Karola IV w 1356
- Złota bulla Leopolda I – dokument wydany przez cesarza Leopolda I w 1702.